# Heteracris reducta
Heteracris reducta är en insektsart som beskrevs av Vitaly Michailovitsh Dirsh 1962. Heteracris reducta ingår i släktet Heteracris och familjen gräshoppor. Inga underarter finns listade i Catalogue of Life.